# سيلكه اندرز
سيلكه اندرز (بالألمانية: Sylke Enders)‏ (و. 1965  م) هي مخرجة أفلام، وكاتبة سيناريو، ومنتجة أفلام ألمانية، ولدت في براندنبورغ آن در هافل.

## وصلات خارجية
- سيلكه اندرز على موقع IMDb (الإنجليزية)
- سيلكه اندرز على موقع ألو سيني (الفرنسية)
- سيلكه اندرز على موقع أول موفي (الإنجليزية)
- سيلكه اندرز على موقع قاعدة بيانات الفيلم (الإنجليزية)
- سيلكه اندرز على موقع كينوبويسك (الروسية)